# Ляшева, Руслана Петровна
Руслана Петровна Ляшева (6 июня 1943, Петропавловск — 17 августа 2022) — литературный критик, журналистка, прозаик, публицист.

## Биография
«В моей школе № 151 североказахстанского города Петропавловска литературу преподавали замечательно», — пишет Ляшева. После школы она работала сварщицей на Запсибе в Новокузнецке и там же напечатала первые рассказы. Окончила факультет журналистики МГУ и аспирантуру Литературного института. Кандидат филологических наук. Работала журналистом и редактором. Член Союза писателей России. Жила в Москве.
Свои работы публиковала в альманахах «Огни Кузбасса», «Сихоте-Алинь», «Кузнецкая крепость», «Литрос», в коллективных сборниках и журналах «Московский вестник», «Литературное обозрение», «Библиотека», «Библиополе», в еженедельнике «Литературная Россия», в газетах «Завтра», «День литературы». Публикуется также в журналах «Молоко», «Аврора», «Литературный меридиан», «Наследник», «Мир севера», «РФ сегодня», «Нива» и др.
Автор статей о Александре Проханове, Вячеславе Дёгтеве, Михаиле Угарове, Лидии Сычевой и многих других литераторах. Руслана Ляшева первой обратила внимание на способности Владимира Сорокина. В 1972 году он, будучи первокурсником, принёс к ней в многотиражку «За кадры нефтяников» стихотворение «Прощание с летом», которое она напечатала. Ляшева много пишет о нестоличных литературных изданиях.
Умерла 17 августа 2022 года. Похоронена на кладбище Куприяниха (Домодедовский район Московской области).

## Книги
- Звонок. Повести и рассказы. М., «Советский писатель», 1985.
- Без лапши. Литературно-критические статьи. МГО СП России, 2005.
- Гонки. Маленький роман. МГО СП России, 2006.
- Точка бифуркации. Литературно-критические статьи, МГО СП России, 2007.
- На старой улочке. Повести и рассказы, МГО СП России, 2008.
- Зеркало Пугачева. Роман. М., Новый ключ, 2009.
- Кентавр на берегу вселенной. Рассказы и литературные статьи, МГО СП России, 2010.
- На евразийских просторах. Литературно-критические статьи. МГО СП России, 2011.

## Публикации
- Ляшева Р. П. Два подхода к романтизму. Коллективный сборник статей. М., Советский писатель, 1981.
- Ляшева Р.П. С. Кьеркегор, В. Соловьев и современная советская проза. «Филологические науки», № 1, 1989.
- Ляшева Р. Заглянем в бездонный колодец. Или «поток сознания» по Джеймсу Джойсу. «Библиотека», № 5, 1994.
- Ляшева Р. Непризнанный современниками (К. Леонтьев). «Библиотека» № 7, 1994.
- Ляшева Р. Интервью с прозаиком Гарием Немченко «На евразийских просторах». «Библиотека», № 10, 1994.
- Ляшева Р. На пиру у великих. Мысли, рождённые при чтении Паскаля и Шекспира. «Библиотека», № 4, 1996.
- Ляшева Р. Рок и судьба русского Гамлета (140-летие В.Розанова). «Библиотека», № 6, 1996.
- Ляшева Р. Встретились на родине. (Г.Газданов и В. Набоков). «Библиотека», № 10, 1997.
- Ляшева Руслана. Пар вырвался наружу. Рецензия на «Пирамиду» Л. Леонтьева и «Степную книгу» О. Павлова. «Литературная Россия», № 29, 1999.
- Ляшева Р. Как живется пишущей братии? Интервью с Вл. Гусевым. «Библиотека», № 2, 2000.
- Ляшева Р. Кузбасс — в зеркале прозы (статья о прозе Г. Немченко, Ан, Яброва и других). «Библиотека», № 4, 2000
- Ляшева Руслана. От дискурса до гротеска — один шаг. Обзор прозы: Л. Петрушевская, А. Афанасьев, С. Козлов. «Литературная Россия», № 21, 2000.
- Ляшева Руслана. Экзистенция без тормозов? Статья о «новом реализме». «Московский вестник», № 3, 2000.
- Ляшева Руслана, Казначеев Сергей. Сократ подстрекает к эросу. Беседа в рубрике «У самовара». «Литературная Россия», № 9, 2001.
- Ляшева Р. Третья мысль. Статья о В. Дёгтеве. «Литературная Россия», № 22, 2001.
- Ляшева Руслана. Чёрный шахтёрский пиар — в СМИ и в прозе. «Литературная Россия», № 24, 2001.
- Ляшева Р. В сторону мужества. Репортаж со Всемосковского совещания молодых писателей. «Литературная Россия», № 38, 2001.
- Ляшева Р. В литературном дворике. «Блиц-игра», беседа в журнале «Октябрь», «Литературная Россия», № 43, 2001.
- Ляшева Р. Беседа с Вл. Гусевым "Прогноз «Нужны гении?». «Литературная Россия», № 19-20, 2002.
- Ляшева Р. Лидия Сычёва: проза и публицистика — в одном коктейле. Новый взгляд, 7.04.2013.

## Признание
- Лауреат еженедельника «Литературная Россия» за 2000 год, за «смелость и дерзость в литературной критике».
- Лауреат журнала «Московский вестник» (2008) в номинации «Критика» за статью «Литературная панорама: От Москвы до самой Находки».